# Snowboard nos Jogos Olímpicos de Inverno de 2002
O snowboard nos Jogos Olímpicos de Inverno de 2002 consistiu de quatro eventos, realizados no Park City Mountain Resort, em Park City, nos Estados Unidos.

## Medalhistas
Masculino
| Evento                           | Ouro                           | Prata                          | Bronze                           |
| -------------------------------- | ------------------------------ | ------------------------------ | -------------------------------- |
| Halfpipe detalhes                | Ross Powers USA Estados Unidos | Danny Kass USA Estados Unidos  | Jarret Thomas USA Estados Unidos |
| Slalom gigante paralelo detalhes | Philipp Schoch SUI Suíça       | Richard Richardsson SWE Suécia | Chris Klug USA Estados Unidos    |

Feminino
| Evento                           | Ouro                           | Prata                    | Bronze                      |
| -------------------------------- | ------------------------------ | ------------------------ | --------------------------- |
| Halfpipe detalhes                | Kelly Clark USA Estados Unidos | Doriane Vidal FRA França | Fabienne Reuteler SUI Suíça |
| Slalom gigante paralelo detalhes | Isabelle Blanc FRA França      | Karine Ruby FRA França   | Lidia Trettel ITA Itália    |

## Quadro de medalhas
| Ordem | País               | Medalha de ouro | Medalha de prata | Medalha de bronze |    |
| ----- | ------------------ | --------------- | ---------------- | ----------------- | -- |
| 1     | USA Estados Unidos | 2               | 1                | 2                 | 5  |
| 2     | FRA França         | 1               | 2                |                   | 3  |
| 3     | SUI Suíça          | 1               |                  | 1                 | 2  |
| 4     | SWE Suécia         |                 | 1                |                   | 1  |
| 5     | ITA Itália         |                 |                  | 1                 | 1  |
| TOTAL | TOTAL              | 4               | 4                | 4                 | 12 |